# Pansarbandvagn 301
Il Pansarbandvagn 301 (Pbv 301) era un veicolo trasporto truppe utilizzato dall'esercito svedese dal 1962 al 1971.

## Storia
Il Pbv 301 è stato sviluppato come soluzione ad interim per offrire ai fanti un veicolo da trasporto protetto in attesa della consegna del Pbv 302. Il mezzo venne realizzato modificando gli scafi dei carri Stridsvagn m/41 con una nuova sovrastruttura, rimotorizzati con un nuovo motore boxer quadricilindrico raffreddato ad aria Svenska Flygmotor AB (SFA), originariamente sviluppato per il Saab 91 Safir. La ricostruzione venne eseguita dalla Hägglund & Söner, che consegnò 220 carri così modificati tra 1962 e il 1963. I veicoli vennero assegnati ad un battaglione corazzato per ciascuna brigata corazzata. Poiché non erano sufficienti per tutti i diciotto battaglioni, alcuni continuarono ad essere equipaggiati con i Terrängbil m/42 KP o normali autocarri.

## Tecnica
L'equipaggio era composto da capocarro, cannoniere e conduttore. Il pilota sedeva nella parte anteriore destra e il cannoniere dietro di lui. Il capocarro sedeva obliquamente a sinistra dietro il motore. Il Pbv 301 trasportava sette fanti completamente equipaggiati, tre a sinistra e quattro a destra. L'accesso e lo sbarco dei fanti avveniva attraverso due portelli posteriori. I soldati potevano combattere anche dall'interno del mezzo attraverso un'apertura nel tetto, chiusa da due portelli. Nella parte anteriore sinistra del vano di combattimento, sul posto del capocarro, era presente una cupola per l'osservazione del campo di battaglia. Il mezzo aveva capacità di guado di 1,5 m dopo preparazione.
L'armamento era costituito da un cannone automatico Bofors da 20 mm automatkanon m/45 del caccia J 21A, ridesignato m/45B. L'arma era posizionata sopra la cupola del cannoniere e veniva azionata dall'interno. L'armamento era completato da tre lancia-fumogeni su ciascun lato dello scudo anteriore.

## Varianti
Il mezzo era disponibile in tre versioni: veicoli per il trasporto di truppe, mezzo da battaglia e per linee di fuoco. Mancavano differenze esterne per non cancellare il cavo di alimentazione. Il Pbv 301, dopo alcuni preparativi più semplici, potrebbe guadare fino a una profondità di 1,5 metri.
- Pansarbandvagn 301: trasporto truppe, 185 esemplari.
- Stridsledningspansarbandvagn 3011 (Slpbv 3011): versione posto comando, 20 esemplari.
- Eldledningspansarbandvagn 3012 (Epbv 3012): versione posto osservazione avanzata, 15 esemplari.